# 归叶藁本
归叶藁本（学名：Ligusticum angelicifolium），为伞形科藁本属下的一个植物种。